# Martha Adusei
Martha Adusei, född 8 juni 1976, är en friidrottare från Kanada. Hon deltog vid olympiska sommarspelen 2000.